# HMS Renown (1916)
El HMS Renown fue el líder de su clase de cruceros de batalla de la Real Armada Británica y se construyó durante la Primera Guerra Mundial. Fue puesto en grada originalmente como una versión mejorada de los acorazados clase Revenge, pero su construcción fue suspendida al estallido de la guerra porque no estaría listo a tiempo. El almirante Lord Fisher, al convertirse en Primer Lord del Mar del Reino Unido, obtuvo la aprobación para reiniciar su construcción como un crucero de batalla que se podría terminar y poner en servicio rápidamente. El Director de Construcción Naval, Eustace Tennyson-D'Eyncourt, elaboró rápidamente un diseño totalmente nuevo para satisfacer las necesidades del almirante Fisher y los astilleros se comprometieron a entregar el buque en el plazo de quince meses. No cumplieron ese ambicioso objetivo, pero el crucero fue entregado pocos meses después de la Batalla de Jutlandia en 1916. El Renown y su gemelo Repulse fueron los buques capitales más rápidos del mundo en el momento de su botadura.
El Renown no intervino en ningún combate durante la guerra y fue reconstruido dos veces en el período de entreguerras: en los años 20 se mejoró su blindaje y en los años 30 se remodeló profundamente. Formó parte frecuentemente de los convoyes de la familia real en el extranjero y sirvió como buque insignia del Escuadrón de Cruceros de Batalla durante la remodelación del HMS Hood.
Durante la Segunda Guerra Mundial el Renown estuvo involucrado en la búsqueda del acorazado de bolsillo alemán Admiral Graf Spee en 1939, participó en la Campaña de Noruega de abril a junio de 1940 y en la búsqueda del acorazado alemán Bismarck en 1941. Pasó gran parte de 1940 y 1941 asignado a la Fuerza H en Gibraltar, escoltando convoyes y participó en la inconcluyente Batalla de Cabo Teulada. El Renown fue brevemente asignado a la Home Fleet y proveyó cobertura a numerosos convoyes árticos a comienzos de 1942. Fue trasladado de nuevo a la Fuerza H para la Operación Torch y empleó gran parte de 1943 en remodelaciones o transportando a Winston Churchill y su personal hacia y desde varias conferencias con diversos líderes aliados. A principios de 1944 el Renown fue transferido a la Flota del Este en el Océano Índico, donde dio soporte a varios ataques a las instalaciones ocupadas por los japoneses en Indonesia y en varios grupos de islas en el Índico. Regresó a la Home Fleet a principios de 1945 y fue remodelado antes de ser puesto en la reserva tras el fin de la guerra. Fue vendido para desguace en 1948.

## Historia
Sir John Arbuthnot Fisher, Primer Lord del Almirantazgo, intervino durante la fase de construcción de estos acorazados pre-dreadnought derivados de la clase Revenge, potenciando su propulsión y siendo rápidamente modificados para que fueran clasificados como cruceros de batalla y de este modo ser botados a tiempo para intervenir en la Gran Guerra.
El crucero de batalla era un concepto introducido por Fisher en la Real Marina británica, y los clase Renown en su momento fueron los buques de guerra más veloces del mundo.
A pesar de las amargas experiencias que dejó la Batalla de Jutlandia, estos cruceros no fueron lo suficientemente blindados manteniendo una discreta coraza horizontal de tan solo 25 mm en las zonas menos protegidas y de 127 mm en los espacios de maquinarias y polvorines (el Hood tenía tan solo 50 mm de coraza en la cubierta).
El blindaje lateral consistió en una franja de acero Krupp reforzado con cemento de un espesor de 152 mm. Las barbetas fueron blindadas con 229 mm de espesor.
El HMS Renown fue asignado en septiembre de 1916, tan solo 3 meses después de la Batalla de Jutlandia, tras una corta e intensiva fase de puesta a punto combativa. Fue destinado al 1.er. escuadrón del cruceros de batalla de la  Home Fleet siendo enviado al Mar del Norte con base en Scapa Flow donde prestó servicios de patrullaje durante 1917 y 1918 donde no tuvo ninguna actuación digna de mención, salvo en noviembre de 1917 al servir de escolta en la rendición de los restos de la flota imperial en Scapa Flow.
Terminada la Gran Guerra, Inglaterra sólo disponía del  HMS Hood (botado en agosto de 1918), HMS Repulse y el HMS Renown como únicos cruceros de batalla en servicio.
Entre 1919 y 1920 fue modernizado incrementando su protección con la adición de bulges antitorpedos, se le dotó de mejores direcciones de tiro y se le añadieron temporalmente algunas comodidades extravagantes para satisfacer al  príncipe Eduardo. que lo había seleccionado como buque insignia.

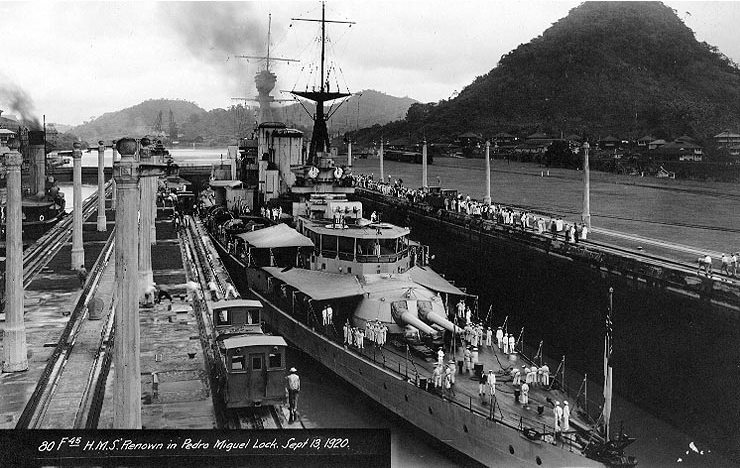
El HMS Renown atravesando el Canal de Panamá en 1920

Participó en  1920 en un primer crucero de representación en  Nueva Zelanda  y Australia llevando a bordo al Príncipe de Gales y futuro rey Eduardo VIII. En septiembre de 1921, con el mismo alto dignatario a bordo, participó en un segundo crucero de representación por India y Japón hasta junio de 1922, pasando a Portsmouth para labores de remodelación.
Entre 1923-1926 estando en el puerto de Portsmouth  fue sometido a modificaciones mayores en cuanto a su artillería antiaérea, blindaje antitorpedo, sistemas de dirección de tiro.
En 1927 se le extiende el cinturón acorazado y  sirve nuevamente como buque de representación al embarcar al duque de York en visita de Estado a Canadá y Estados Unidos.
Entre 1931 y 1934 se le siguen realizando modificaciones, añadiéndole antiaéreos cuádruples Pom-pom y mejoras en la artillería principal.
Salvo un incidente menor ocurrido en enero de 1935 en que el HMS Renown chocó accidentalmente con el HMS Hood fue reparado para la gran revista naval junto con el Hood en honor del Rey Jorge V, el 16 de julio de 1935. Posteriormente fue enviado a Gibraltar a reforzar la presencia inglesa en 1936.
Ese mismo año de 1936 vuelve a Portsmouth, donde es sometido a una nueva remodelación a mayor escala comprometiendo además un cambio de planta motriz a una base de turbinas Parsons, lo que modificó significativamente la apariencia del buque. Las remodelaciones no concluyeron en definitiva sino hasta agosto de 1939.
Las mejoras introducidas no alcanzaron a ser homologadas en su totalidad para el HMS Repulse.

## Segunda Guerra Mundial

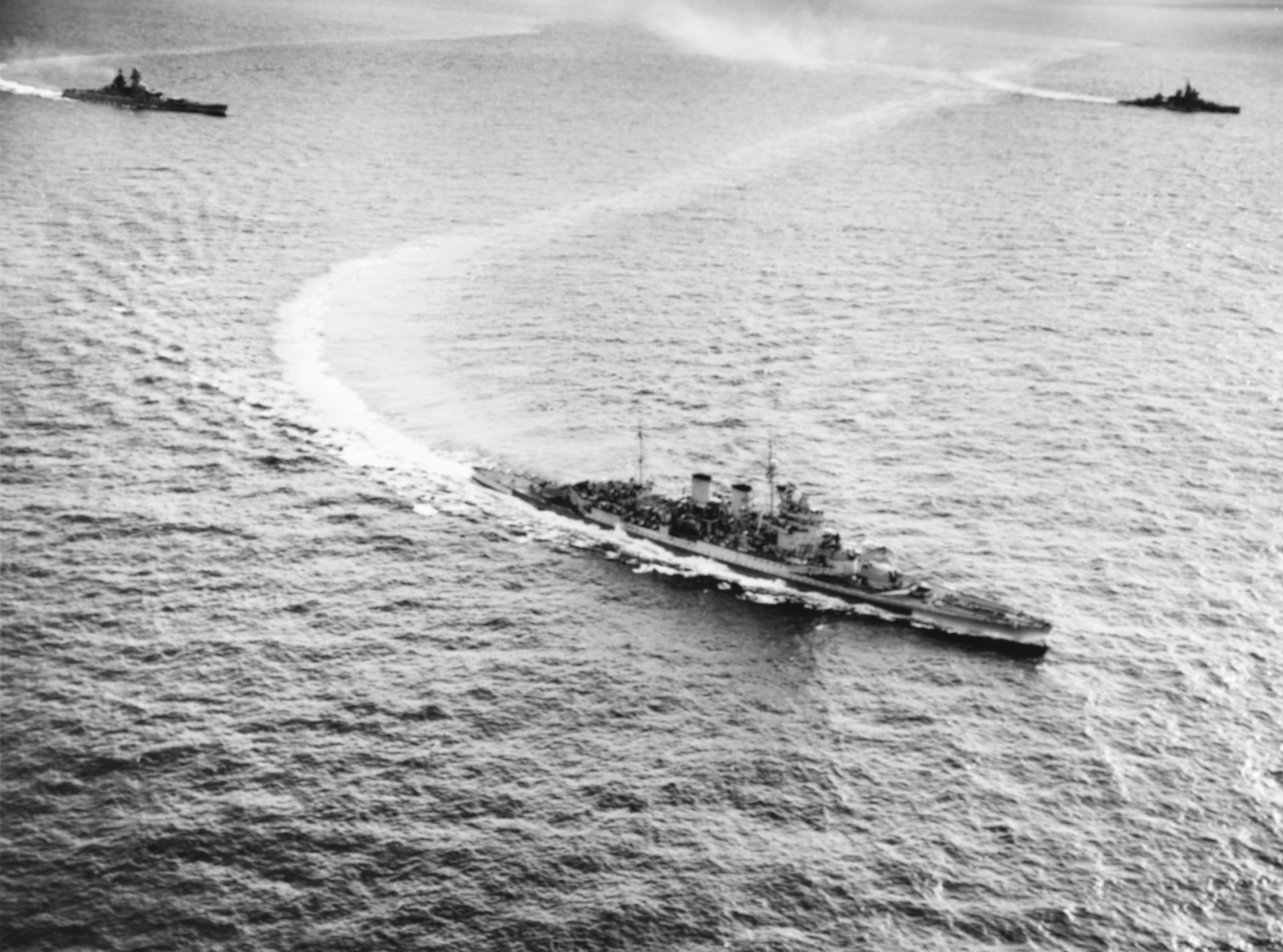
El HMS Renown junto al HMS Valiant operando en el Océano Índico en 1944

En agosto de 1939, el HMS Renown junto a su gemelo participan en la búsqueda infructuosa del acorazado de bolsillo Admiral Graf Spee por el Atlántico como parte de la Fuerza H permaneciendo hasta 1940 en dichas latitudes.
El 2 de diciembre de 1939 intercepta y hunde al cañón al transatlántico alemán SS Watussi de 9525 t.  El 17 de diciembre, el Admiral Graf Spee es autodestruido por su tripulación a la salida de Río de la Plata en Uruguay.
En abril de 1940 participa en la Campaña de Noruega en operaciones de cobertura de minado,  el día 9 de abril mientras transcurría un clima muy hostil se bate brevemente con los cruceros de batalla alemanes Scharnhorst y Gneisenau, quienes en un corto pero efectivo combate dañaron con certeros impactos  de 280 mm sus telémetros de proa antes de romper el contacto. Fue reparado y se mantuvo en operaciones hasta agosto de 1940, mes en que fue transferido a la Fuerza H en Gibraltar. En noviembre de ese año participa en la batalla del Cabo Spartivento como parte de la Fuerza H.
En octubre de 1940 participa junto al HMS Barham en la búsqueda del acorazado de bolsillo Admiral Scheer quien había hundido al mercante armado Jervis Bay, que escoltaba un convoy en el Atlántico.
En marzo de 1941, intercepta y hunde a dos buques que habían sido tomados como buques de presa por los buques alemanes Scharnhorst y Gneisenau durante el desarrollo de la Operación Berlín, el SS Bianca y el SS Casimiro.
De febrero a mayo de 1941, participa junto a su gemelo en el bombardeo del puerto de Génova y en  labores de escolta de convoyes, el 24 de mayo es convocado en la cacería del acorazado Bismarck pero es retirado por el Alto Mando prematuramente antes de tomar contacto con el asediado navío alemán. Vuelve al Mediterráneo, donde escolta convoyes a la isla de Malta.
Desde julio hasta noviembre de 1941 es trasladado a Rosyth, donde es sometido a reparaciones y se le dota de varios sistemas de radares como el Tipo 284 para la artillería principal, el Tipo 282 para la antiaérea, el Tipo 273 para superficie, más un incremento de artillería antiaérea.
En 1942 es enviado como escolta de los convoyes que se dirigen a la Unión Soviética, y en octubre participa en la Operación Antorcha como escolta frente a probables intervenciones de la flota italiana y la francesa (Vichy).
Entre febrero a junio de 1943, se le incrementa su armamento antiaéreo dotándosele de 72 ametralladoras Oerlikon 20 mm sustituyendo algunos montajes Pom-Pom. Toma parte en el traslado del primer ministro Winston Churchill en la cumbre de Quebec, en Canadá y luego en la Conferencia de El Cairo.
Se le envía a fines de 1943 al puerto de Colombo en el Océano Índico para realizar labores de bombardeo a posiciones japonesas en las islas Andamán, Sumatra, Surabaya y Java hasta su relevo en noviembre de 1944 por parte del acorazado Queen Elizabeth.
A principios de 1945 es trasladado a Durban donde es sometido a reparaciones de emergencia en sus máquinas y vuelve a Rosyth, Inglaterra, en mayo de ese año donde es pasado tempranamente a la reserva, meses antes de que concluya la guerra en el Pacífico.
Sobre su cubierta, mientras se le retira la artillería, se realiza una reunión entre el presidente Harry Truman y el rey Jorge VI en agosto de 1945 como corolario a su distinguida carrera.
En agosto de 1948, es ordenado su desguace y desarme en Faslane.